# Ceviana
In geometria, una ceviana è genericamente un segmento che congiunge un vertice del triangolo al suo lato opposto, o al suo prolungamento; mentre con retta ceviana si intende per estensione la retta su cui giace.
Particolarmente importanti sono le ceviane concorrenti in un unico punto, detto appunto ceviano – le cui condizioni di sufficienza sono dettate dal teorema di Ceva – designando sui lati opposti anche tre punti che sono i vertici del relativo triangolo ceviano il cui circumcerchio è detto cerchio ceviano.

## Lunghezza

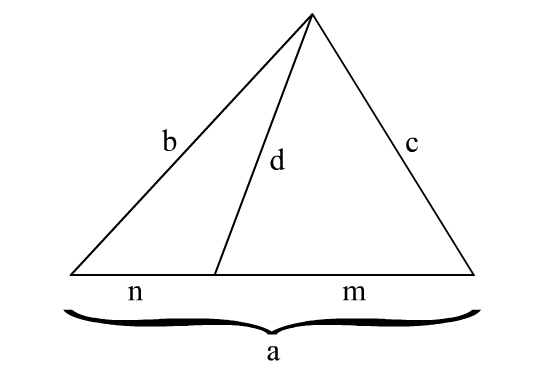
Un triangolo con una ceviana di lunghezza

### Teorema di Stewart
La lunghezza di una ceviana può essere calcolata con il teorema di Stewart. Nella figura, la lunghezza della ceviana {\displaystyle d} è data dalla formula:
{\displaystyle b^{2}m+c^{2}n=a(d^{2}+mn).}

### Mediana
La ceviana può essere una mediana. In questo caso la sua lunghezza è data dalla formula:
{\displaystyle m(b^{2}+c^{2})=a(d^{2}+m^{2})}
oppure
{\displaystyle 2(b^{2}+c^{2})=4d^{2}+a^{2}}
da cui
{\displaystyle a=2m.}
In questo caso
{\displaystyle d={\sqrt {\frac {2b^{2}+2c^{2}-a^{2}}{4}}}.}

### Bisettrice
La ceviana può essere una bisettrice. In questo caso la sua lunghezza è data dalla formula:
{\displaystyle (b+c)^{2}=a^{2}\left({\frac {d^{2}}{mn}}+1\right),}
e
{\displaystyle d^{2}+mn=bc}
e 
{\displaystyle d={\frac {2{\sqrt {bcs(s-a)}}}{b+c}}}
dove {\displaystyle s=(a+b+c)/2} è il semiperimetro.
Il lato di lunghezza {\displaystyle a} è diviso secondo la proporzione {\displaystyle b:c}.

### Altezza
La ceviana può essere una altezza del triangolo. In questo caso la sua lunghezza è data dalla formula:
{\displaystyle d^{2}=b^{2}-n^{2}=c^{2}-m^{2}}
e
{\displaystyle d={\frac {2{\sqrt {s(s-a)(s-b)(s-c)}}}{a}},}
dove {\displaystyle s=(a+b+c)/2} è il semiperimetro.

## Ceviane concorrenti

O è il punto ceviano e AA, BB e CC sono le ceviane

Tre ceviane concorrenti individuano un punto ceviano che può essere sia interno che esterno al perimetro del triangolo; nel primo caso anche tutte e tre le ceviane sono interne alla figura, invece quando è esterno solo una rimane interna e lo raggiunge solo se prolungata, mentre le altre due incrociano direttamente il punto e intersecano i prolungamenti dei lati. 

O è il punto ceviano e AA, BB e CC sono le ceviane

È possibile determinare anche la lunghezza delle ceviane concorrenti avendo coordinate trilineari (α, β, γ) del punto di concorrenza, le lunghezze dei rispettivi lati a, b e c i lati del triangolo, attraverso la seguente formula:
{\displaystyle o_{i}={\frac {\sqrt {l_{j}l_{k}[l_{j}l_{k}(\omega _{j}^{2}+\omega _{k}^{2})+\omega _{j}\omega _{k}(l_{j}^{2}+l_{k}^{2}-l_{i}^{2})]}}{l_{j}\omega _{j}+l_{k}\omega _{k}}}}
dove lx indica il lato e ωx la coordinata trilineare relativa del punto.
Il punto di concorrenza inoltre segna sulle tre ceviane tre rapporti ri tra la sua distanza dal vertice I e il punto di intersezione col lato opposto:
{\displaystyle r_{a}={\frac {AO}{OA'}}}; {\displaystyle r_{b}={\frac {BO}{OB'}}}; {\displaystyle r_{c}={\frac {CO}{OC'}}}
Per questi rapporti valgono le seguenti relazioni di somme e prodotto:
{\displaystyle r_{a}+r_{b}+r_{c}={\frac {b\beta +c\gamma }{a\alpha }}+{\frac {a\alpha +c\gamma }{b\beta }}+{\frac {a\alpha +b\beta }{c\gamma }}}
{\displaystyle r_{a}r_{b}r_{c}={\frac {(a\alpha +b\beta )(b\beta +c\gamma )(a\alpha +c\gamma )}{abc\alpha \beta \gamma }}}
i cui valori sono rispettivamente ≥6 e a ≥8.